# 木部氏
木部氏（きべし）は中世の上野国の氏族。

## 出自
木部氏は源頼朝の弟、源範頼の末裔（まつえい）だとの言い伝えがある。この説では、範頼の子孫（吉見氏）の一派が、石見国（島根県西部）の木部荘（島根県鹿足郡木部村、現在の津和野町の一部）に移り、木部姓を号したとされている。

## 上野国の木部氏
室町時代には上野国の木部城（近世の緑野郡木部村、現代では高崎市木部町）により、古河公方の足利成氏に臣従していた。（木部城は烏川と鏑川に挟まれた低地にあった。）
のちに扇谷上杉家の上杉定正にくみするようになったが、対立する山内上杉家の上杉顕定に攻められ、木部城を追われた（長享の乱）。
木部範次の代で木部城を取り戻し、その子木部範虎（駿河守）の時代に箕輪城の長野業正の傘下となった。範虎は武功により長野業正の娘（長野姫）を妻に迎え、長野氏の重臣の一人となった。武田信玄が上野国北部へ侵入すると、長野氏のもとで武田氏と戦いこれを退けたが、長野氏当主の業正が没し、長野業盛の代になると武田氏の侵攻を食い止められなくなり、敗れて長野氏は滅亡した。
その後、範虎とその子木部貞朝は武田氏に服属した。天正9年（1581年）の高天神城の戦いの際に範虎は、一番槍の軍功を挙げている。
天正10年（1582年）武田勝頼が天目山の戦いに敗れて自害したときに、範虎も殉死した。その後、子の貞朝は、上野国の覇権をめぐって北条勢と織田勢（滝川一益）の間で争われた神流川の戦いで討ち死にした。

### 根拠地
- 木部城

### 人物
- 木部範虎（？ - 1582年）
- 木部貞朝（？ - 1582年）

## 木部姫の伝承
木部城の背後にある榛名山の山頂には榛名湖があり、戦国時代に武将の姫（妻）が入水したという伝承がある。この伝承は、榛名湖に避難していた姫が、武将が戦死したとの報せをうけて入水し、龍神となって農民に恵みの雨をもたらすようになった、という筋書きになっている。この武将と姫が誰であるかはいくつかのバリエーションがあり、木部氏とその妻（娘）の木部姫とする筋立てが有力な説の一つになっている。
もともと、木部氏の妻は長野業正の娘である。この娘は、母（長野氏の妻）が榛名湖に参詣した際に懐妊したと伝わり、龍神の血をひく姫だとされる。そのため入水したあと龍神に化身したのだという。
江戸時代になると、榛名神社で榛名湖の湖水をくみ、田畑へ撒くと雨が降るという雨乞い信仰が関東一円に広まった。特に埼玉県を中心にこの信仰が盛んで、各地の村では毎年村の代表をたてて榛名神社へ参詣するようになった。これを榛名講という。木部城があった木部村は、榛名湖の龍神と特別なつながりがあるとみなされており、木部村の住民はしばしば他村の榛名講の代理人を依頼されたという。
伝承では、木部姫が入水したあとその腰元たちも後を追ったといい、木部姫は龍神となり、腰元たちは蟹（かに）に化身したと伝わる。これを腰元蟹という。腰元蟹が湖水に落ちる葉や湖中の藻を掃除するので、榛名湖の水は常に清らかだと伝えられている。これは腰元蟹が木部姫のために榛名湖を清めているとも、入水した木部姫を探すために落ち葉の下を探しているのだともされる。こうしたことから、木部城のあった木部町では蟹を食することへの禁忌が伝わる。
なお、榛名湖に入水した姫についてはさまざまな異説があり、埼玉県蕨市にあった蕨城城主の渋川義基とその妻「龍體院」とする伝承や、近傍の長者の娘だったとする伝承もある。

## 旗本木部家
江戸幕府旗本となった木部直方（藤左衛門）は上野国の木部氏の一族（木部貞朝の甥）ともされるが、『寛政重修諸家譜』（以下『寛政譜』）にその旨の記載はない。『寛政譜』では旗本木部家を小野氏として配列しており、『寛政譜』編纂時に源範頼末裔とする系図が提出されたことを載せる。
木部直方は200石を知行し、代官などを務めた。嫡家はのちに改易されるが、庶家2家が『寛政譜』編纂時点で旗本として存続している。
旗本木部家の家紋は「丸に萬文字」「舞鳩」。